# Maternus Steyndorffer
Maternus Steyndorffer (* etwa 1517 in Erfurt; † etwa 1547 ebenda) war ein humanistischer Dichter aus der ersten Hälfte des 16. Jahrhunderts.

## Leben
Das Geburtsdatum von Steyndorffer wird aus seiner ersten Erwähnung im Matrikelverzeichnis der Universität Erfurt erschlossen, wo er 1527 eingeschrieben wird, jedoch wegen zu geringen Alters erst 1533 den Studenteneid ablegen kann. Weitere Matrikeleintragungen finden sich 1532 in Marburg und 1536 in Wittenberg. Die Familie wohnte im Nachbarhaus des Collegium saxorum in Erfurt in der Allerheiligengasse 11 (wo einige Jahre zuvor der erste Erfurter Inkunabeldruck entstanden war). Sein Taufpate war der Erfurter Professor Maternus Pistorius.
Wie die Mehrheit der Erfurter Bevölkerung war auch die Familie Steyndörffer lutherisch, eine Tochter des Hauses heiratete später den Dekan des Collegiums Kaspar Kanngießer, einen Melanchthonschüler. Das Todesjahr Steyndörffers wird erschlossen aus einem Grabgedicht, das Petrus Lotichius Secundus für ihn schrieb, aus dem hervorgeht, dass der junge Steyndörffer sein Kriegskamerad im Schmalkaldischen Krieg war. Woran Steyndörffer starb, ist nicht bekannt.

## Werke
Es liegen nur vier gedruckte Werke von ihm vor:
- ein Gratulationsgedicht von 1539 an den soeben an die Regierung gelangten Fürsten Graf Günther XL. von Schwarzburg (VD16: S 8976),
- eine lateinische Comedia im Stil der Plautus- und Terenzdramen von 1540 (VD16: S 8975),
- eine anonyme Übersetzung dieses Prosadramas ins Deutsche aus demselben Jahr, die aber mit großer Wahrscheinlichkeit auch von ihm stammt (VD16: ZV 14697), 1565 wurde sie in Frankfurt a. M. ein zweites Mal aufgelegt (VD 16: H 5681),
- ein weiteres lateinisches Schuldrama nach Lucian (VD16: ZV 9916) von 1544, das dem Würzburger Domherren Heinrich von Würzburg gewidmet ist.

Die Übersetzung des lateinischen Dramas, das als Vorlage eine Schwankhandlung aus den Cent Nouvelles nouvelles hat (zu dem Motiv vgl. Enzyklopädie des Märchens Bd. 2 „Die geschwätzige Braut“), ist wegen der Seltenheit von deutschsprachigen Prosadramen im 16. Jahrhundert und wegen der für die Zeit ungewöhnlichen Lebendigkeit der Dialoge von besonderem literaturgeschichtlichem Interesse.
Titel der Comedia: Ein hübsch, lustige vnnd nützliche Comedia darinnen vil puncten der ehe kinder zu zihen … gelernt wirt/ doch nit alleyn ernstlich sonder auch lecherlich zů lesen.
Die Handlung:
Der Sohn eines reichen Dorfschulzen schwängert eine arme junge Gänsemagd und wird von seinem Vater, der eine reiche Witwe für ihn vorgesehen hatte, verstoßen. Schließlich willigt der Sohn ein, die Tochter eines Nachbarn, bei dem er untergekommen ist, zu heiraten, um sich mit dem Vater zu versöhnen. Als sich aber durch ein unbeabsichtigtes Geständnis herausstellt, dass auch diese keine Jungfrau mehr ist, kehrt der Sohn zu seiner ersten Braut, die mittlerweile ein Kind geboren hat, zurück, und der Dorfschulze wird von seinem Nachbarn überzeugt, der Verbindung zuzustimmen.
Während in dem Spiel wiederholt von verschiedenen Figuren betont wird, wie wichtig der Gehorsam gegenüber dem Willen der Eltern bei der Brautwahl sei, setzt sich in der Handlung die Liebe des jungen Paares gegen die Vorstellungen des Vaters durch.